# Einheitsverpackung
Mit der sogenannten Einheitsverpackung, neutralen Verpackung oder standardisierten Verpackung, auf Englisch Plain packaging, wird eine weitere Stufe der Eindämmung des Tabakmarketings im Rahmen von Anti-Raucher-Gesetzen bezeichnet, die Standardisierung von Tabakproduktverpackungen.

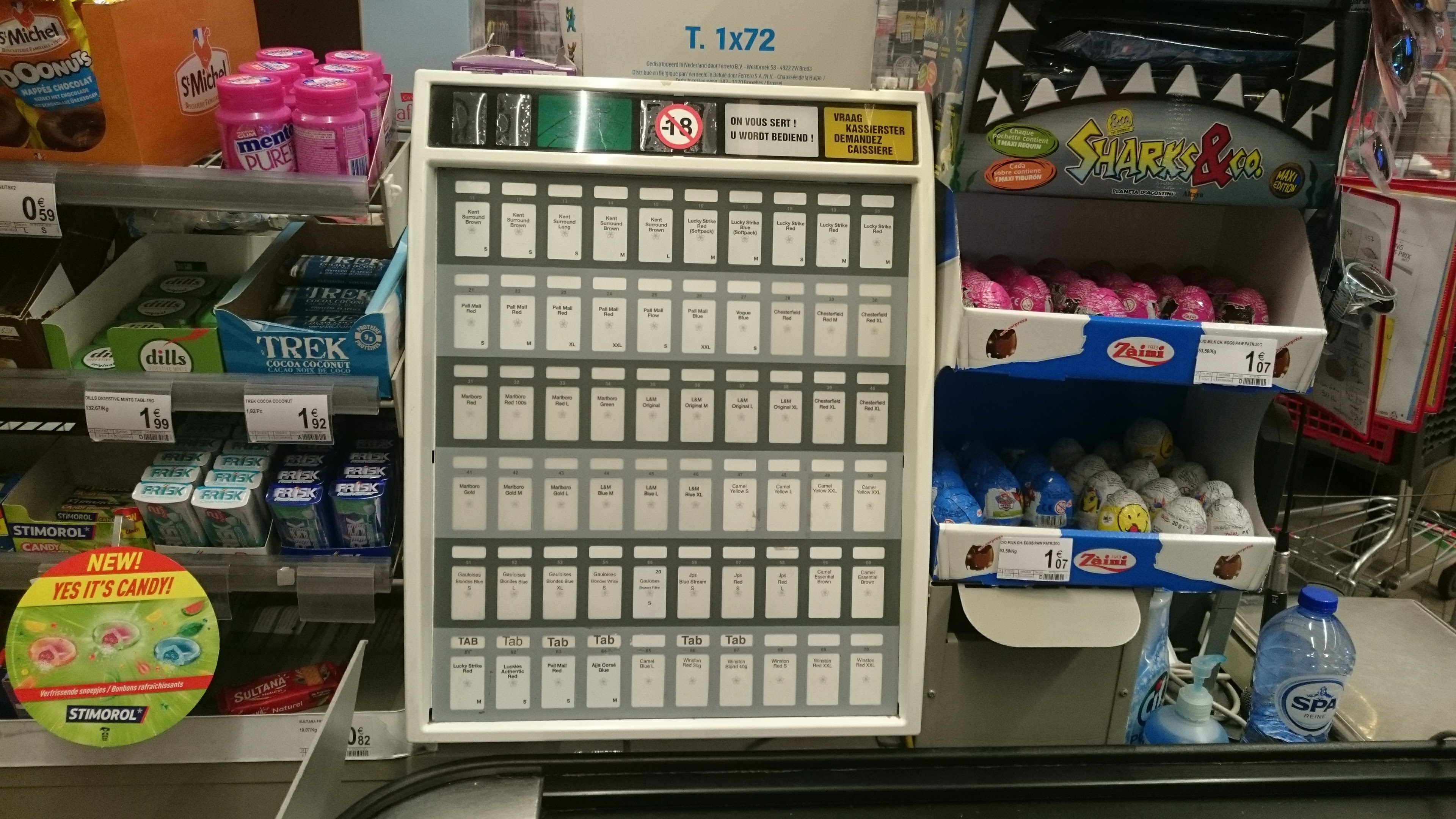
Zigarettenautomat in Belgien (April 2020)

Auf spezifische Markenelemente wie Logos oder Schriftzüge wird dabei verzichtet; Schriftart, Schriftgröße und Packungsgrundlage werden vereinheitlicht.
Damit würde die Attraktivität der einzelnen Schachteln deutlich verringert, die Suggestivwirkung von Farbwahl und Design unterlaufen und mehr Raum geschaffen für die Vermittlung von gesundheitsrelevantem Wissen. Es kann außerdem davon ausgegangen werden, dass Warnhinweise dann besser wahrgenommen würden.
Die Einheitsverpackung limitiert auch die Verwendung von Tabakverpackungen als Werbemittel, würde irreführende Etikettierungen reduzieren und wäre daher ein wichtiges Mittel zur Verringerung der Nachfrage.
Anlässlich des Weltnichtrauchertages am 31. Mai 2016 riefen die Weltgesundheitsorganisation und das Sekretariat der Rahmenübereinkommen der WHO zur Eindämmung des Tabakgebrauchs (WHO Framework Convention on Tobacco Control) die Länder dazu auf, sich auf die Einführung von Einheitsverpackungen für Tabakprodukte vorzubereiten.
Die Sprecherin der Europäischen Kommission erklärte, dass Einheitsverpackungen keine wirtschaftliche Belastung für die europäische Wirtschaft darstellten, da mögliche Verluste der Tabakindustrie oder niedrigere Steuereinnahmen gegen die Kosten aufgerechnet werden könnten, welche die Behandlung von tabakbedingten Krankheiten verursache.

## Wirkung
Kinder und Jugendliche werden von Einheitspackungen mit Schockbildern davon abgehalten, mit dem Rauchen anzufangen. Das belegen Studien, vor allem aus Australien.

## Entwicklung
Die Einheitsverpackung ist in acht Ländern in Kraft, in 14 Ländern beschlossen (Stand 2019) und in mehreren anderen Ländern in der Diskussion.

Einheitsverpackung in der Welt:
Einheitsverpackung
Einheitsverpackung geplant

### Australien
Seit Ende 2012 dürfen die Hersteller in Australien nur noch olivgrüne Einheitsverpackungen – bedruckt mit den bereits üblichen Schockfotos und Warnhinweisen – in den Handel bringen. Man folgt damit einer Empfehlung der WHO.

### Belgien
In Belgien sind seit dem 1. Januar 2021 nur Einheitsverpackungen im Handel zugelassen.

### Frankreich
Frankreich (inkl. Übersee-Départements) lässt seit dem 1. Januar 2017 nur Einheitsverpackungen im Handel zu.
Die neuen Packungen sind, wie in Australien, in einem fahlen bräunlichen Grünton (Pantone 448 C) gehalten.
Frankreich ist somit nach Australien das zweite Land, und auch das erste in der Europäischen Union, das Markenzeichen auf Zigarettenpackungen verbietet. Die Verpflichtung zu neutralen Packungen war Teil einer umstrittenen Gesundheitsreform von Gesundheitsministerin Marisol Touraine.

### Irland
Irland lässt seit dem 30. September 2018 nur Einheitsverpackungen im Handel zu.

### Kanada
Seit dem 7. Februar 2020 dürfen Tabakprodukte in Kanada nur noch in Einheitsverpackung verkauft werden. Die Packungsoberfläche ist zu 80 Prozent aus Warnhinweisen bedeckt, auf den restlichen 20 Prozent werden Marke und Sorte in weißer, neutraler Schrift angegeben. Bis 2021 soll auch die Einheitsgröße (25 Zigaretten pro Packung) eingeführt werden.

### Neuseeland
In Neuseeland dürfen seit dem 6. Juni 2018 nur mehr Einheitsverpackungen verkauft werden.

### Niederlande
In den Niederlanden werden seit dem 1. Oktober 2020 Zigaretten und Tabak in bräunlichen (Pantone 448 C) Einheitsverpackungen produziert und vertrieben. Restbestände dürfen noch abverkauft werden.

### Norwegen
In Norwegen dürfen seit dem 1. Juli 2017 nur noch Einheitsverpackungen produziert werden, und seit dem 1. Juli 2018 verkauft werden.

### Schweiz
Die von Nationalrat Pierre-Alain Fridez (SP) am 26. September 2014 eingereichte Motion 14.3993 zur Vereinheitlichung der Aufmachung der Zigarettenpäckchen wurde vom Nationalrat am 29. September 2016 – nachdem der Bundesrat am 5. Dezember 2014 die Ablehnung beantragte – mit 53 zu 139 Stimmen bei einer Enthaltung abgelehnt.

### Slowenien
Slowenien lässt ab 2020 nur Einheitsverpackungen im Handel zu.

### Türkei
Die Türkei lässt seit dem 5. Januar 2020 nur Einheitsverpackungen im Handel zu.
Die Regierung führt seit Jahren einen Kampf gegen den Tabak, der vor allem durch die Abneigung von Staatspräsident Recep Tayyip Erdoğan befeuert wird. Von ihm ist bekannt, dass er das Zigarettenrauchen so sehr ablehnt, dass er schon mal rauchende Passanten, die seinen Weg kreuzen, zurecht weist.

### Ungarn
Ungarn kündigte zunächst an, ab dem 20. Mai 2019 nur noch Einheitsverpackungen im Handel zulassen. Die Frist wurde mittlerweile auf den 1. Januar 2022 verschoben.

### Vereinigtes Königreich
Das Vereinigte Königreich lässt seit dem 21. Mai 2017 nur Einheitsverpackungen im Handel zu.

## EU-Recht
Am 3. April 2014 wurde die neue Richtlinie 2014/40/EU von der Europäischen Kommission verabschiedet. Diese schreibt vor, dass Zigarettenverpackungen und andere Verpackungen von Tabakprodukten nun mit einem Warnhinweis, der 65 % der gesamten Packung einnimmt, gekennzeichnet werden müssen. Sie stellt es jedoch den Mitgliedstaaten der Europäischen Union frei, über diese Anforderung hinauszugehen und eine Einheitsverpackung einzuführen. Von diesem Ermessen haben bisher Frankreich, Ungarn und Irland sowie das ehemalige EU-Mitglied Großbritannien Gebrauch gemacht. Daraufhin hat Philip Morris geklagt und ein britisches Gericht hat den Streit dem EuGH zur Entscheidung vorgelegt.
Die Richtlinie 2014/40/EU wird in Deutschland durch das Tabakerzeugnisgesetz umgesetzt. Das Deutsche Krebsforschungszentrum empfiehlt im Rahmen der Überarbeitung der europäischen Tabakprodukt-Richtlinie 2001/37/EG die Durchsetzung einer EU-weiten Standardisierung der Verpackungen.
Damit ist die Vereinheitlichung des Designs aller Tabakproduktmarken gemeint.
Trotz diverser Bedenken, ob die Maßnahme nicht zu paternalistisch sei, zur staatlichen Bevormundung führe und gegen Grundrechte verstoße, halten Rechtswissenschaftler die Einführung von Einheitsverpackungen in der EU für vereinbar mit der EU-Grundrechtecharta und (in Deutschland) dem deutschen Grundgesetz.

## Welthandelsorganisation (WTO)
Der Verkauf von Zigaretten ausschließlich in Einheitsverpackungen verstößt nach Angaben der Welthandelsorganisation (WTO) nicht gegen internationale Handelsregeln.  2018 kamen Streitschlichter der WTO zu diesem Schluss.
Vier Länder (Indonesien, Honduras, die Dominikanische Republik und Kuba) hatten gegen Australien geklagt, das im Jahr 2012 als erstes Land der Welt solche Verpackungen eingeführt hatte, um gegen das Rauchen vorzugehen.